# 木山捷平
木山 捷平（きやま しょうへい、1904年（明治37年）3月26日 - 1968年（昭和43年）8月23日）は、岡山県小田郡新山村（現在の笠岡市）出身の小説家、詩人。東洋大学文科中退。詩人として出発し、のち小説に転じた。「海豹」同人。満州で敗戦を迎え、帰国後、その体験をもとに長編『大陸の細道』『長春五馬路』などを発表。私小説的な短編小説やエッセイを得意とした。作家として目立たない存在であるが、庶民性に徹した飄逸と洒脱な表現で没後も根強い愛読者を持つ。

## 経歴
矢掛中学校（現岡山県立矢掛高等学校）在籍時より詩・短歌・俳句を作り始める。1923年（大正12年）に姫路師範学校（現・神戸大学）を卒業。小学校教諭となる。1925年（大正14年）に東洋大学専門学部文化学科に入学するも、後に中退する。
1929年（昭和4年）に処女詩集『野』を自費出版にて発表。1931年（昭和6年）には第二詩集『メクラとチンバ』を同じく自費にて刊行。同年11月、宮崎ミサヲと結婚。
1933年（昭和8年）に太宰治らと同人誌『海豹』を創刊。この頃、井伏鱒二と知己となり、以後親交が続く。同人誌創刊以降は小説家としての道を歩み、1939年（昭和14年）に処女小説『抑制の日』を発表し、第9回芥川龍之介賞候補になる。1940年（昭和15年）に『河骨』が第11回芥川賞候補になる。
1944年（昭和19年）に新境地を開拓すべく満州（現在の中国東北部）の新京（現在の長春）に農地開発公社の嘱託社員として赴任する。1945年（昭和20年）に現地召集を受け兵役に就く。太平洋戦争終戦後、長春で1年程度難民として生活を送り帰国。1954年（昭和29年）に『脳下垂体』、1957年（昭和32年）に『耳学問』が直木三十五賞候補になる。
1962年（昭和37年）に、中国での戦争体験をもとに書かれた代表作『大陸の細道』を発表。1963年（昭和38年）に同作で第13回芸術選奨文部大臣賞を受賞。
1968年（昭和43年）8月23日に食道癌で東京女子医科大学付属消化器センターにて死去。享年64。墓所は笠岡市の木山家墓地。法名は寂光院寿蘊捷堂居士。
1997年（平成9年）に笠岡市などが主催して木山捷平文学賞が設けられ、2005年までの9回にわたり受賞作が発表された。2005年（平成17年）からは公募の新人賞の木山捷平短編小説賞に模様替えされた。

## 代表作
- 『抑制の日』（1939年）
- 『河骨』（1940年）
- 『昔野』（1940年）
- 『侏儒の友』（1941年）
- 『和氣清麻呂』（1944年）
- 『脳下垂体』（1953年）
- 『耳學問』（1956年）
- 『大陸の細道』（1962年）
- 『苦いお茶』（1963年）
- 『茶の木』（1965年）
- 『石垣の花』（1967年）
- 『去年今年』（1968年）
- 『長春五馬路』（1968年）

## 著書
- 『野人 木山捷平詩誌』野人社 1928
- 『野 詩集』抒情詩社 1929
- 『メクラとチンバ』天平書院 1931
- 『抑制の日 他四篇』赤塚書房 1939
- 『昔野 小説集』ぐろりあ・そさえて 新ぐろりあ叢書 1940
- 『河骨』昭森社 1941
- 『和気清麻呂』玉村吉典絵 みたみ出版 日本少年歴史文学選 1944
- 『耳学問 作品集』芸文書院 1957
- 『大陸の細道』新潮社 1962
- 『苦いお茶』新潮社 1963
- 『臍に吹く風』サンケイ新聞出版局 1964
- 『茶の木』講談社 1965
- 『石垣の花 随筆』現文社 1967
- 『木山捷平詩集』昭森社 1967
- 『日本の旅あちこち』永田書房 1967
- 『角帯兵児帯』三月書房 1968
- 『去年今年』新潮社 1968
- 『斜里の白雪』講談社 1968
- 『長春五馬路』筑摩書房 1968
- 『木山捷平全集』全2巻 新潮社 1969
- 『見るだけの妻』土筆社 1969
- 『わが半生記』永田書房 1969
- 『木山捷平ユーモア全集』永田書房 1971
- 『自画像』永田書房、1975年
- 『酔いざめ日記』講談社、1975年
- 『大陸の細道』旺文社文庫 1977
- 『茶の木・去年今年』旺文社文庫 1977
- 『耳学問・尋三の春』旺文社文庫 1977
- 『木山捷平全集』全8巻 講談社 1978-79
- 『長春五馬路』旺文社文庫 1978
- 『木山捷平全詩集』木山みさを編 三茶書房 1987
- 『大陸の細道』講談社文芸文庫 1990
- 『玉川上水』津軽書房 1991
- 『ちくま日本文学全集 40 木山捷平 1904-1968』筑摩書房 1992
- 『氏神さま・春雨・耳学問』講談社文芸文庫 1994
- 『井伏鱒二・弥次郎兵衛・ななかまど』講談社文芸文庫 1995
- 『白兎・苦いお茶・無門庵』講談社文芸文庫 1995
- 『おじいさんの綴方・河骨・立冬』講談社文芸文庫 1996
- 『角帯兵児帯・わが半生記』講談社文芸文庫 現代日本のエッセイ 1996
- 『長春五馬路』講談社文芸文庫 2006
- 『落葉・回転窓 木山捷平純情小説選』講談社文芸文庫 2012
- 『新編日本の旅あちこち』講談社文芸文庫 2015
- 『行列の尻っ尾』幻戯書房 銀河叢書 2016
- 『暢気な電報』幻戯書房 銀河叢書 2016
- 『酔いざめ日記』講談社文芸文庫 2016

## 伝記研究
- 定金恒次『木山捷平 「大陸の細道」への道 』西日本法規出版、1991年
- 定金恒次『木山捷平研究』西日本法規出版、1996年
- 栗谷川虹『木山捷平の生涯』筑摩書房、1995年
- 季刊BOOKISH3「木山捷平特集」ビレッジプレス、2002年

## 備考
郷里の笠岡市立図書館の2階には著作などを展示したコーナーが設けられているが、年譜を記載したパネルでは第二詩集の名称は不適切用語であるとして記載されていない。また、その下にある展示でも第二詩集の題名には紙が貼られているが、全て覆われておらず、一部が見えている。